# 全国高等専修学校体育大会
全国高等専修学校体育大会（ぜんこくこうとうせんしゅうがっこうたいいくたいかい）は、高等専修学校の生徒が参加して行うスポーツ競技の全国大会をいう。主催は 全国高等専修学校協会、NPO高等専修教育支援協会。
夏季大会と冬季駅伝大会がある（駅伝大会は2006年より夏季大会で開催されるようになった）。

## 夏季大会
以下の競技が行われる。
- 陸上競技 - トラック競技男女100m、男女200m、男女400m、男女800m、男女1500m、女子3000m、男子5000m、フィールド競技、男女走幅跳、男女走高跳、男女砲丸投など。
- バスケットボール
- バレーボール
- 卓球
- 野球（軟式野球）
- フットサル
- バドミントン
- 自転車競技 - 公園内の駐車場で行われる。駐車場を一人2周する。
- 駅伝 - 2006年から夏季大会で行われるようになった。1区から5区まであり、走る距離は、女子1kmまたは2km、男子は2kmまたは3km。公園内一周約1km。
- スポーツ吹き矢